# Антиох Кантемир
 Тази статия е за молдовския войвода.  За руския поет вижте Антиох Кантемир (поет).  
Антиох Кантемир (на румънски: Antioh Cantemir) е войвода на Молдова, управлявал през 1695 – 1700 и 1705 – 1707 година.
Роден е на 4 декември 1670 година в Бърлад в семейството на Константин Кантемир, който през 1685 година става първият войвода от рода Кантемир. Смъртта на Константин Кантемир е последвана от период на нестабилност с чести намеси в управлението на Молдова на османското правителство и влиятелния влашки войвода Константин Бранковяну. Антиох управлява на два пъти, опитвайки се да лавира между интересите на Османската империя, Жечпосполита и Русия.
Антиох Кантемир умира през 1726 година в Яш.